# زاوية سيدي عثمان (تابونت)
زاوية سيدي عثمان هو دُوَّار يقع بجماعة ترميكت، إقليم ورززات، جهة درعة تافيلالت في المملكة المغربية. ينتمي الدوّار لمشيخة تابونت التي تضم 7 دواوير. يقدر عدد سكانه بـ 1183 نسمة حسب الإحصاء الرسمي للسكان والسكنى لسنة 2004.

## التسمية
في اللسان الأمازيغي نقول “..أَسْكَّاسَادْ تْلاَّ تِيغَارْ..” بمعنى “هناك جفاف هذه السنة” و بالتالي “تيغار” و “تيغارت” تكونان “الجفاف” و “الجافة”. ونقول كذلك “تِيغَيرْتْ” أي بمعنى “الربوة”.
زاوية سيدي عثمان هي قرية من قرى وادي ورزازات محصنة بسور قديم وبنيت فوق ربوة جافة من الصخر.
تقول الرواية الشفوية المتداولة أن زاوية سيدي عثمان كانت تسمى “تيغارت” أو “تيغيرت” و كما سبق التعريف فكِلا المعنيين يستقيمان.
وتقول الرواية أن الولي الصالح “سيدي عثمان” جاء إلى المنطقة ووجد القبائل/العائلات المتاخمة ل”تيغيرت” في فُرقةٍ وتناحر فوحد بينهم فبنى زاويته واشتغل أهل الزاوية فيما بعد بتدريس أصول الدين وتحفيظ القرآن.

## أصول الصالح سيدي عثمان
توجد معلومات أولية نستطيع منها إقتفاء أثر أصول الصالح سيدي عثمان.. ومن أهم هذه المعلومات :
1- الوثيقة الإشهادية التي يعود تاريخها إلى شهر صفر من عام 1100 هجرية، يشهد فيها مقدم الزاوية وجماعة من أهلها أن الصالح أوصى أهل القبيلة ب حمّ ناصر، وهذا نص الوثيقة:
الحمد لله وحده

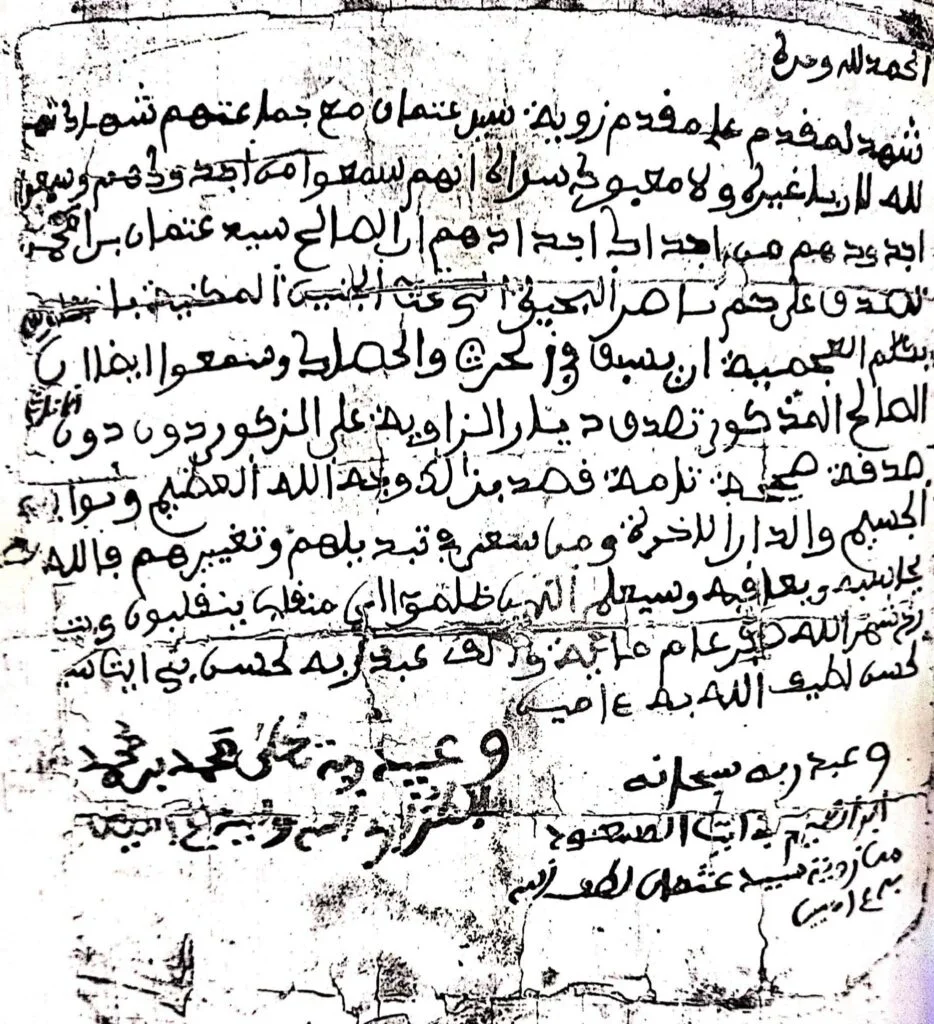

شهد لمقدم علي مقدم زوية سيد عثمان مع جماعتهم شهادتهم لله لا ربا غيره ولا معبود سواه أنهم سمعوا أجدودهم وسمع أجدودهم من أجداد أجدادهم أن الصالح سيد عثمان بن امحمد تصدق على حم ناصر البحيرة إلى تحت الجنين المكنية *** بكلام العجمية ان يسبق في الحرث والحصاد وسمعوا أيضا أن الصالح المذكور تصدق ديار الزاوية على الذكور دون الإناث صدقة صحيحة تامة قصد بذلك وجه الله العظيم و*** الجسيم والدار الآخرة ومن سعى في تبديلهم وتغييرهم فالله يحاسبه ويعاقبه وسيعلم الذين ظلموا أي منقلب ينقلبون بتاريخ شهر الله صفر عام مائة وألف …
2- الرواية الشفهية المتواترة بين الأجيال والتي تفيد أن الصالح جاء وافدا إلى تيغار من تمنارت.. وأنه من أحفاد الشيخ التمنارتي سيدي أمحمد بن براهيم.

#### من هو الولي الصالح سيدي محمد بن ابراهيم الشيخ التمنارتي؟
مما قيل عن الشيخ التمنارتي: “كان رحمه الله ممن جمع بين علم الشريعة والحقيقة؛ ومن الراسخين في العلم وشدت له الرحال من الآفاق لطلب العلم. وكان القطب الشهير سيدي أحمد أو موسى يسمي داره بدار الرسول صلى الله عليه وسلم لأمره بالمعروف ونهيه عن المنكر؛ وكان حريصاً على التعليم وقام ببناء مساكن بجوار المسجد يأوي اِليها طلبة العلم، وأوصى بَنِيه ألآ يأووا ثلاثة : قاتل النّفْسِ؛ والعبد الأبِق والهارب من السلطان قائلاً: ”اِن اِيوائهم من الفساد في الارض…”
وما قد نستطيع استقاءه مما روي عن الشيخ التمنارتي.. أن الشيخ كان يحظى بمكانة روحية جد مهمة.. وانطلاقا من وصيته بعدم إيواء الهارب من السلطان وقوله بأن إيواءه من الفساد في الأرض .. دليل على أن الشيخ التمنارتي كانت له علاقة أو صلة جيدة بالسلطان آنذاك.. وهذا ما يأكده دوره الهام الذي لعبه في تتبيث سلطة السعديين بأكرض نتمنارت ونواحي المنطقة ككل.. بالإضافة إلى جهاده ودعمه المتواصل للسلطة السعدية.. فقد لعب على سبيل المثال دورا هاما في تجنيد جيش من المنطقة لدعم السلطان لتحرير البريجة (مازاغان/الجديدة) من إحتلال البرتغال لها.. الشيء الذي لم يوفق السعديون لتحقيقة .

#### لماذا قد يفد الصالح سيدي عثمان إلى ورزازات بالضبط؟

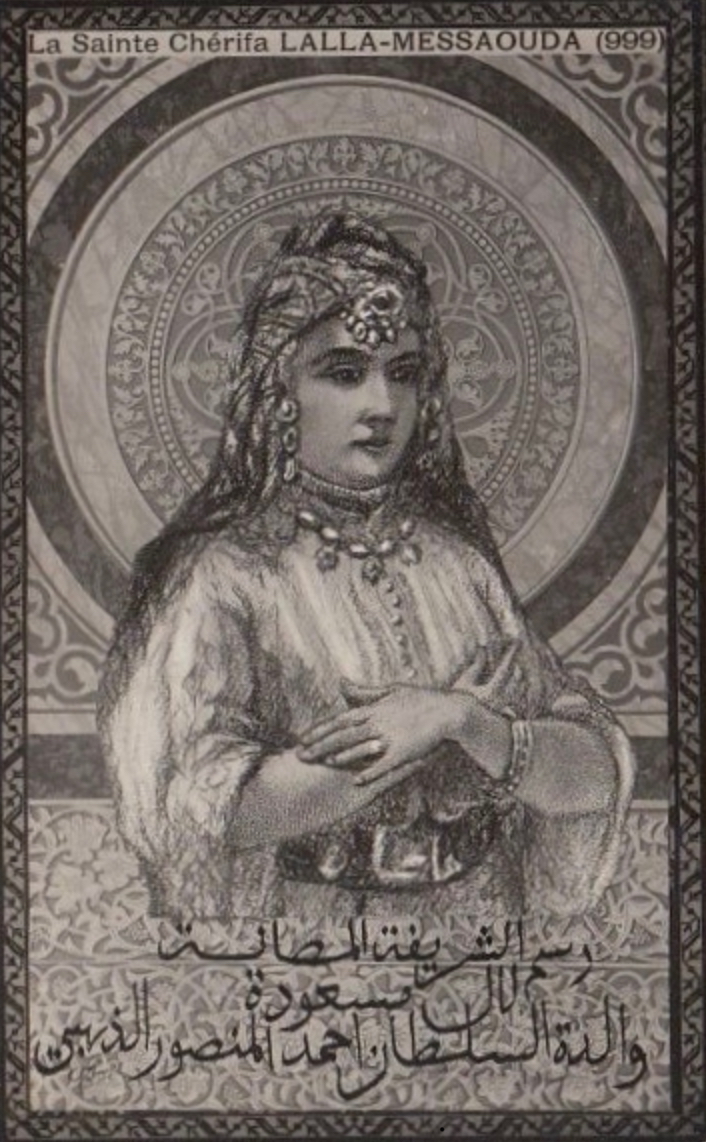
مسعودة بنت أحمد بن عبد الله الوزكيتي الورزازي والدة السلطان أحمد المنصور الذهبي

مع بداية حركات التمرد على السلاطين السعديين.. أصبح أحفاد الشيخ التمنارتي عرضة لخطر المتمردين كونهم من أبرز الداعمين سياسيا للسلاطين السعديين.. فبدأ الأحفاد في التفرق والهجرة إلى مناطق أخرى.. كان ذلك في عهد السلطان أحمد المنصور الذهبي ابن لالة مسعودة الورزازية.. ولالة مسعودة تكون بنت الشيخ أحمد بن عبد الله الوزكيتي الورزازي الذي كانت له الريادة في دعم نشأة الدولة السعدية بسوس ودرعة.. ولهذا فليس من المستغرب أبدا أن يفد أحفاد الشيخ التمنارتي في هذه الفترة إلى مناطق ورزازات ودرعة التي كانت منطقة قوية داعمة للسلطان المنصور..
وفي غالب الظن أن لالة مسعودة ستكون من أصل “تيغار” .. “تمغزازت” .. “تغليت” .. “تنماسلا”.. المراكز المرجح أن تكون الأقوى في ورزازات حينها.. كما يرجح كذلك أن تكون للالة مسعودة ربما علاقة عائلية بأصحاب قصر المزوار (إغرم نومزوار) المحادي لمقبرة سيدي عبد الله أفكو من الجهة الشرقية… 

## تاريخ

#### إغرمان زاوية سيدي عثمان

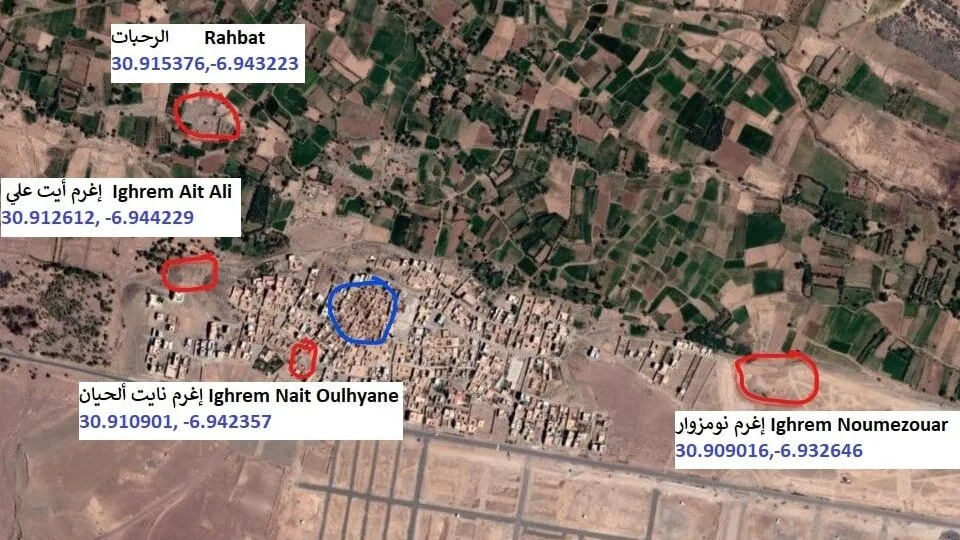

توجد أطلال المسجد القديم بمقربة من الضريح الحالي في سفح الربوة و خارج نطاق السور. أقرب القصور إلى زاوية سيدي عثمان هما قصر إغرم نايت الحيان وقصر أيت علي. والقصر المسمى ”إغرم نيسلان” هو كذلك من قصور أيت الحيان وقد تم بناؤه في عهد قريب قبيل نكبة آل ورزازات بعد فشل حصارهم للقايد حمادي الكلاوي بتاوريرت وخاصة أيت ألحيان الذين كانوا مع تمغزازت وغليل وتازناخت من متزعمي الحصار الذي أستمر سبعة عشر شهرا.

إغرم نيسلان نيت الحيان

يقول المرحوم علي بن موحى العمراني أن “الفقيه” القايد المدني الكلاوي فك حصار تاوريرت بالاستعانة بخدمات القايد العربي بن عثمان قائد بني يحيى والروحا بدرعة، وهذا الأخير هو من حاصر زاوية سيدي عثمان لمدة شهر (رواية عن والدته ماما فضيلة رحمها الله التي عاصرت الحصار) وانتهى الحصار بدك إغرم نايت ألحيان و تقول الرواية كذلك أن سيدة من أهل الزاوية إسمها “إيجة كورار” هي من أخرجت الثور والراية البيضاء طلبا للصفح عن القرية متبوعا بزغاريدها إلى أن وصلت إلى مزار الولي الصالح سيدي عثمان وحينها تم ذبح الأضحية ووقع الصفح.
كان لهذا الانهزام أثر كبير على التركيبة العائلية للقرية فقد فر العديد من الأعيان و قتل الكثير ومنهم أيت ألحيان حيث لم يبقى منهم إلا أولاد أيت الطالب من جهة والدتهم كبيرة بوهو وصهر حامد بن علا الحياني الذي هو علي بن موحى العمراني الدخيسي وهو من إشترى كل نصيبه شريطة أن يعتني به ما دام حيا بعد أن فقد بصره من جراء البارود.
هذه الواقعة أهم حدث وقع في التاريخ الحديث و قد كانت سبب تشتيت جل العائلات الأصيلة ومعظمهم أستقر بالقصبة بمراكش والنواحي ( أورد فقط للذكر بعض أسماء عائلات اندثرت من الزاوية ؛ أيت أولعباس، أيت الشنشار، أيت ألحيان، أيت سيدي بلال…).

#### سوق خميس زاوية سيدي عثمان

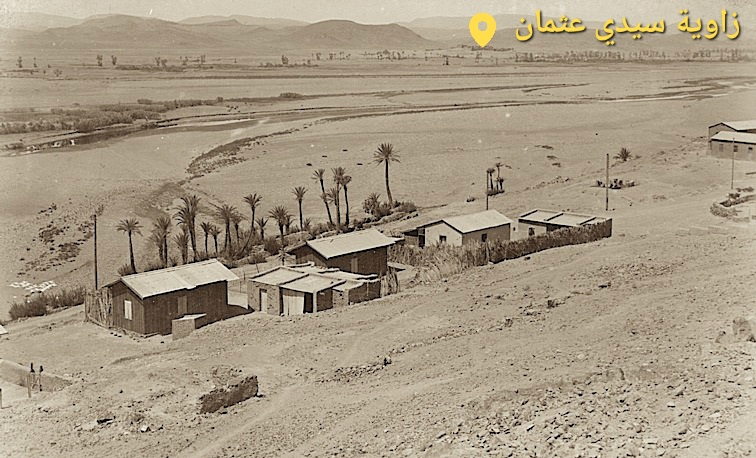
زاوية سيدي عثمان (1930)

زاوية سيدي عثمان كانت رمزا للاستقرار بالمنطقة كلها وخير دليل على ذلك هو إيوائها للسوق الوحيد والأكبر بالمنطقة كلها، ألا وهو سوق خميس زاوية سيدي عثمان، بالمقابل لم تكن زاوية سيدي عثمان مقر حكم فقد عرفت المنطقة ثلاثة مراكز للحكم؛ تاوريرت، تلمسلا وتيفولتوت..

ذكر صاحب الرياحين الوردية عظمة السوق و هو مار بالمنطقة حوالي 1737 ميلادية 
“…وبه سوق عظيم يعمر يوم الخميس، يؤتى من بلاد بعيدة و لا يقدر أحد على فض جمعه وإن فض لم يضع لأحد به شيء، وذلك ببركة الإمام أبي العباس سيدي أحمد بن محمد بن ناصر -تغمده الله برحمته- فإنهم طلبوا منه ذلك فدعا له بالعمارة و أعطاهم أحجارا دفنوها فيه، فهي ببركته و دعوته ولا يزال كذلك إلى يوم الدين حسب ماهو مشهور عندهم….”

#### الأعضم الأربعة لزاوية سيدي عثمان
وصف شارل دو فوكو ورزازات عند زيارته للمنطقة سنة 1884 على أنها منطقة مميزة بأشجار النخيل.. وأنها تتكون من مجموعة قرى غنية.. وأشار إلى أن ورزازات كانت حينها تنقسم إلى 3 أقسام فرعية: 'تاماست' .. 'ورزازات' .. و'غاليل' .. 

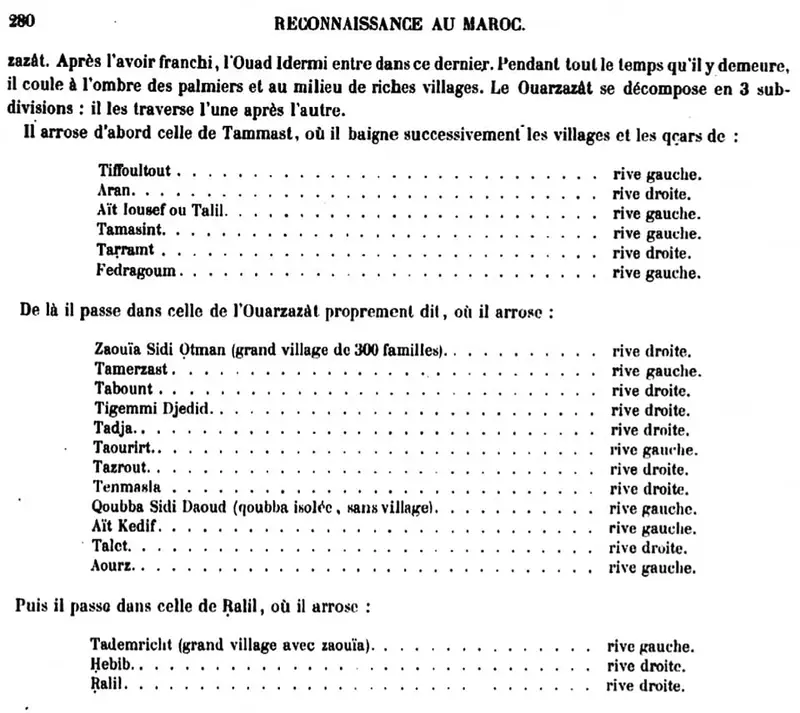
دواوير ضفاف واد ورزازات (1884)

 وقبل زيارة دوفوكو للمنطقة ب 4 سنوات.. كانت تشكيلة مداشر وقرى منطقة ورزازات مختلفة قليلا حسب خرائط أنجزها الفرنسيس سنة 1879.. 

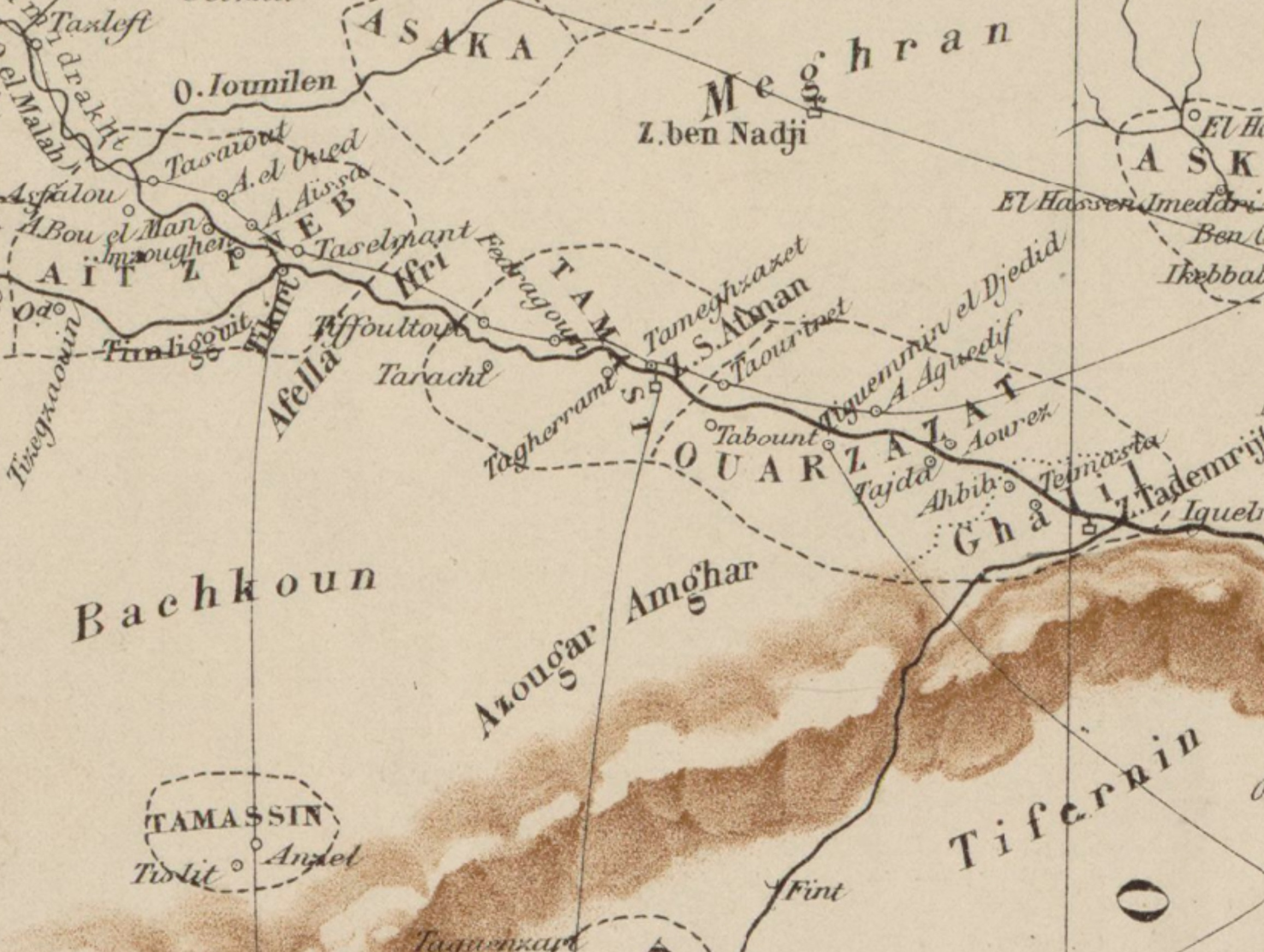
خريطة تم رسمها بناءً على معلومات الملازم دي كاستريس، سبدو 1879

 منها قبيلة '“تاراشت”' التي تمت الإشارة إليها في الخريطة ولم يذكرها دوفوكو في زيارته …
منها '“أغان”' التي لم يتم الإشارة إليها في الخرائط .. بينما ذكر دوفوكو وجودها .. إلى آخره ….
ثاني ما أثارني.. كان ما دونه دوفوكو من إشارته لسوق المنطقة الوحيد 'سوق خميس سيدي عثمان'  حيث ذكر أن الأسواق ناذرة في المنطقة .. ولا يوجد غير هذا السوق مع سوق إثنين تلوات وخميس تازناخت.. إضافة إلى أن خريطة المنطقة أشارت إلى 'زاوية سيدي عثمان' بخط عريض .. ما يدل أنها كانت مركز المنطقة حيث كان يقطن فيها أكبر عدد من السكان..'(قرية كبيرة تضم 300 عائلة)' ما يؤكد أن أسطورة تكون الزاوية من أربعة أعضم لأربع عائلات .. أسطورة وخرافة إعتمدها البعض في فترة ما ليأكد أنه من السكان الأصليين لزاوية سيدي عثمان.

## روابط خارجية
- البوابة الوطنية للجماعات الترابية نسخة محفوظة 12 مارس 2018 على موقع واي باك مشين.
- المندوبية السامية للتخطيط